# Nederlandse Comedie

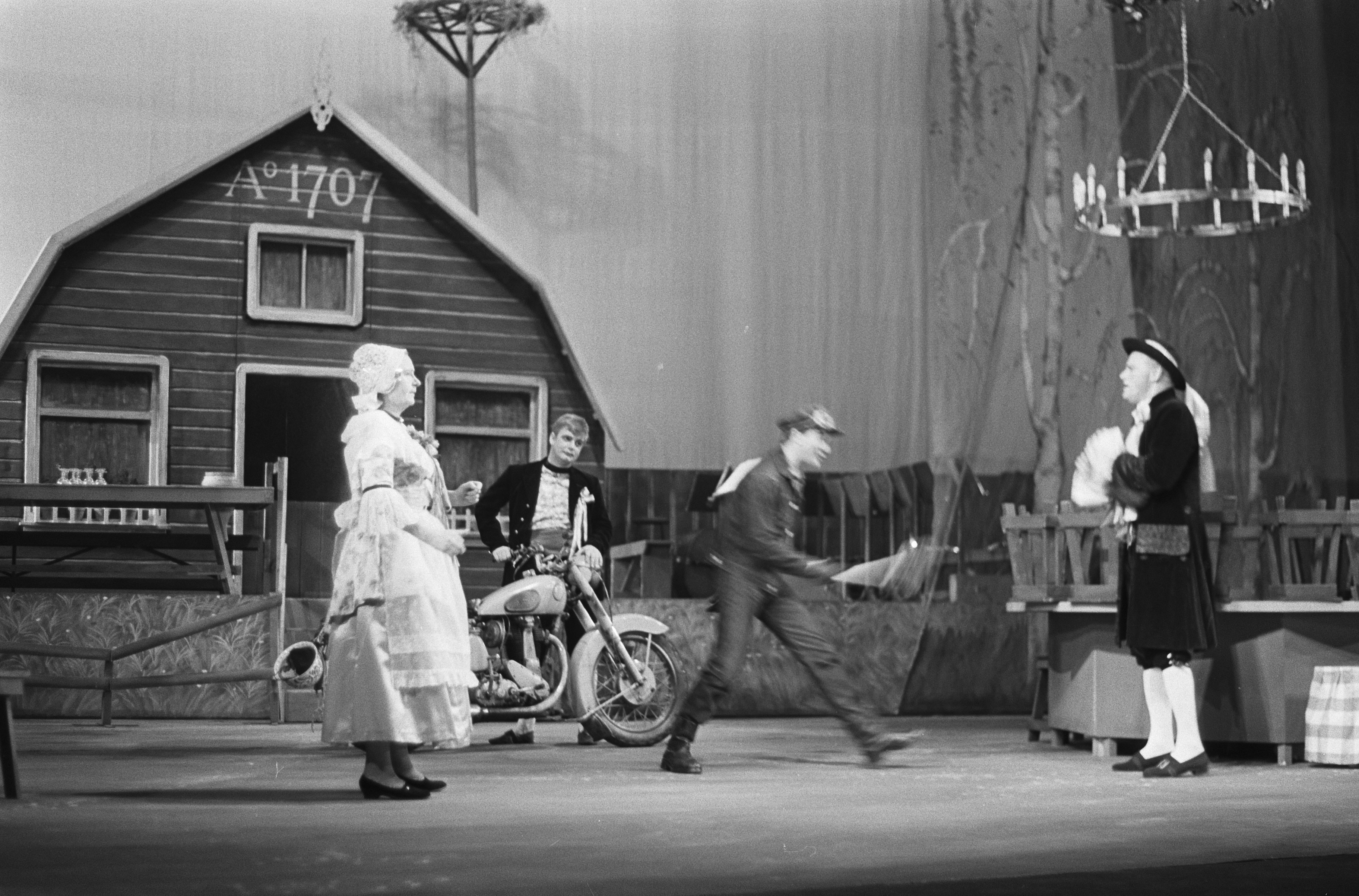
Nederlandse Comedie in 1964

De Nederlandse Comedie was een toneelgezelschap uit Nederland.

## Oprichting
Het gezelschap werd in 1950 opgericht vanuit een voorloper, het Haagse Comedia. Het toneelgezelschap werd geleid door Han Bentz van den Berg, Johan de Meester en Guus Oster. Vanaf het begin gingen onder meer de acteurs Mary Dresselhuys, Mimi Boesnach, Ton Lutz, Ank van der Moer en Henk Rigters mee naar het nieuwe gezelschap. Tot 1953 huisde het gezelschap in Den Haag maar vanaf dat speelseizoen werd de groep de vaste bespeler van de Stadsschouwburg aan het Leidseplein in Amsterdam.

## Speelstijl
De stijl van spelen en repertoirekeuze van het gezelschap was klassieker, breder en ook gestileerder dan bij Comedia het geval was geweest. De Meester was degene die het klassieke repertoire met nadruk op de Nederlandse klassieke stukken entameerde. In de loop der jaren ontmoette hij echter hier steeds meer weerstand mee en uiteindelijk leidde dit tot zijn vertrek bij de Nederlandse Comedie. Tot 1969 bleef een van de tradities bestaan en werd elke nieuwjaarsdag de Gijsbrecht van Aemstel van Vondel gespeeld.

## Perikelen
In de jaren zestig en zeventig waren Ank van der Moer en Ellen Vogel de twee leading ladies van het ensemble. Na een langdurige onenigheid over rolverdeling besloot Dresselhuys het ensemble te verlaten omdat zij vond dat zij geen grote rollen kreeg toegewezen. Mede door de toneelopstand die culmineerde in de Aktie Tomaat die vooral de Comedie beschuldigde van gedateerd toneelspelen werd het gezelschap in 1971 opgeheven. In de 21 jaar van haar bestaan had zij een totaal van 170 stukken opgevoerd.